# Scaphiella maculata
Scaphiella maculata là một loài nhện trong họ Oonopidae.
Loài này thuộc chi Scaphiella. Scaphiella maculata được miêu tả năm 1955 bởi Birabén.